# Dhanushkodi
Dhanushkodi é uma cidade fantasma na ponta sudeste da ilha de Pamban, no estado de Tamil Nadu, no sul de Índia. Situa-se a aproximadamente 18 milhas (29 km) a oeste de Talaimannar, no Sri Lanka. A localidade foi destruída após o ciclone de Rameswaram, tornando-se desde então desabitada.

## O ciclone de 1964
A área de Rameswaram é propensa a atividade geomórfica de alta intensidade. Um estudo científico conduzido pelo Geological Survey of India (Instituto de Pesquisa Geológica da Índia) indicou que a parte sul de Dhanushkodi, diante do Golfo de Mannar afundara quase 5 m em 1948 e 1949, em função do movimento tectônico vertical da terra paralela à costa. Como resultado, um pedaço de terra com aproximadamente 500 m de largura, estendendo-se por quase 7 km de norte a sul, submergiu no mar.
Em 17 de dezembro de 1964, uma depressão formou-se em 5°N 93°E no Mar do Sul de Andaman. Em 19 de dezembro, esta intensificou-se ao passar à condição de tempestade ciclônica. Após 21 de dezembro, a tempestade moveu-se para oeste, quase em linha reta, a aproximadamente 400-500 km por dia. Em 22 de dezembro, cruzou Vavunia no Sri Lanka e tocou em cheio Dhanushkodi na noite de 22 para 23 de dezembro de 1966. A estimativa de velocidade do vento foi de 280 km/h e ondas de maré chegaram a 7 m  de altura.
Aproximadamente 1 800 morreram na tempestade, inclusos 115 passageiros a bordo do trem que ligava Pamban a Dhanushkodi. A cidade foi inteiramente abandonada e o governo do então estado de Madras declarou Dhanushkodi como cidade fantasma, completamente inabitável.
Em dezembro de 2004, o mar em torno de Dhanushkodi retrocedeu aproximadamente 500 m da linha da costa, expondo a parte submersa da cidade por um momento antes das ondas do massivo tsunami atingirem a costa.

## Geografia
Dhanushkodi localiza-se na ponta da ilha de Pamban, separada do continente pelo Estreito de Palk. Ali também se situa a única fronteira terrestre entre a Índia e o Sri Lanka, uma das menores do mundo, com 45 m em um banco de areia no estreito de Palk.

## Transporte

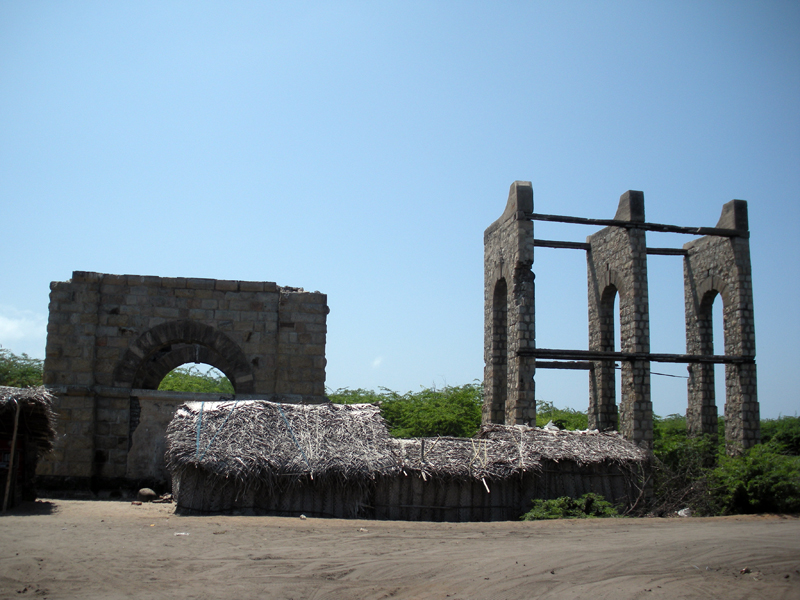
Ruínas da estação ferroviária de Dhanushkodi

Existe uma ligação rodoviária de 9,5 km de Mukuntharayar Chathiram a Dhanushkodi e de 4,5 km de Dhanushkodi a Arichamunai. É possível a visita turística até os Pilares de Ashoka. Até 2016, podia-se chegar a Dhanushkodi a pé ao longo da costa ou em jipes. Em 2016, foi completada a rodovia de Mukundarayar Chathiram.
Uma ferrovia em bitola métrica ligava Mandapam no continente a Dhanushkodi. O serviço de correio marítimo vinha de Madras (hoje Chennai) a Dhanushkodi até 1964, quando a tempestade ciclônica daquele ano destruiu a ligação de Pamban ta Dhanushkodi. Em 2003, a secção sul da Indian Railways propôs ao Ministério de Ferrovias a reconstrução de 16 km de linha, religando Dhanushkodi a Rameswaram. Em 2010, a comissão de planejamento estudou a possibilidade de restabelecer essa ligação.